# Iglesia de Santa Ana (Biała Podlaska)

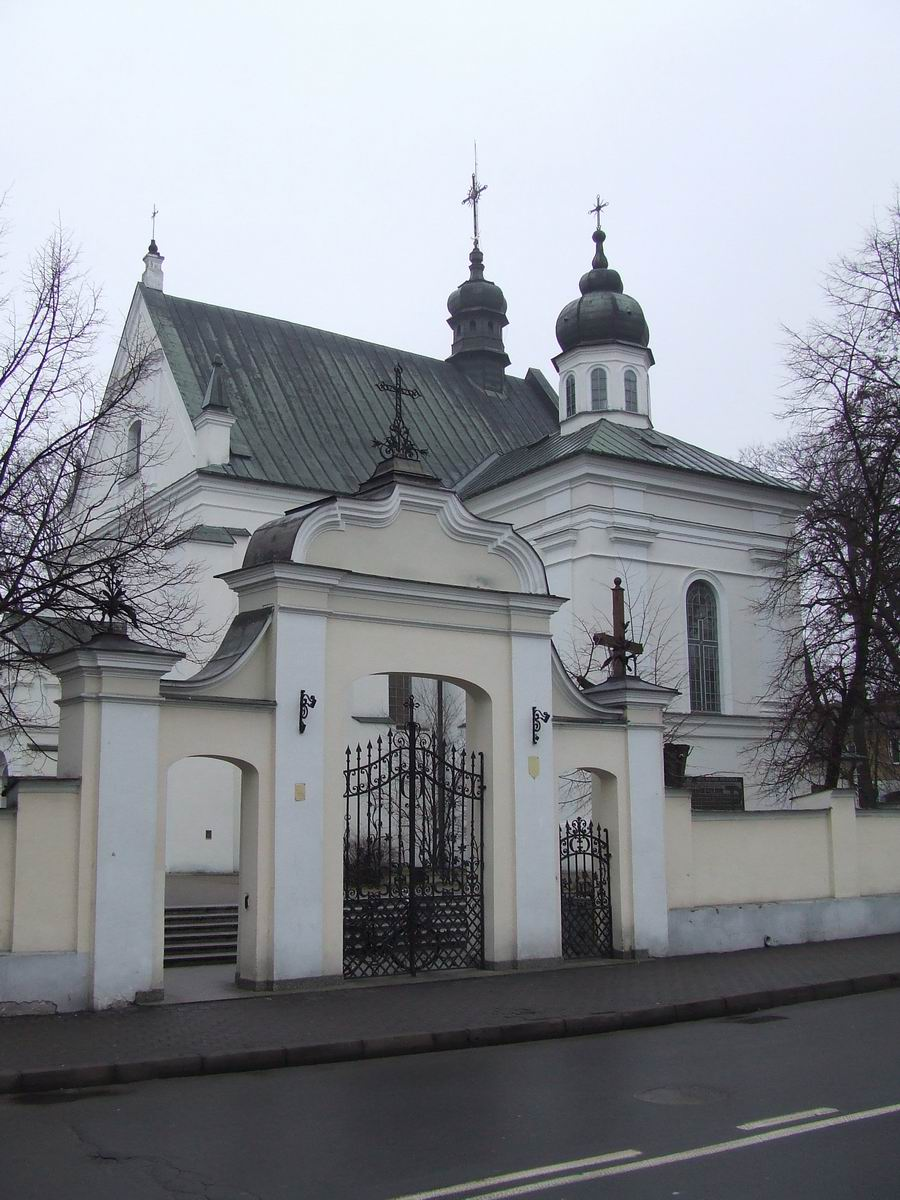
Iglesia de Santa Ana por fuera

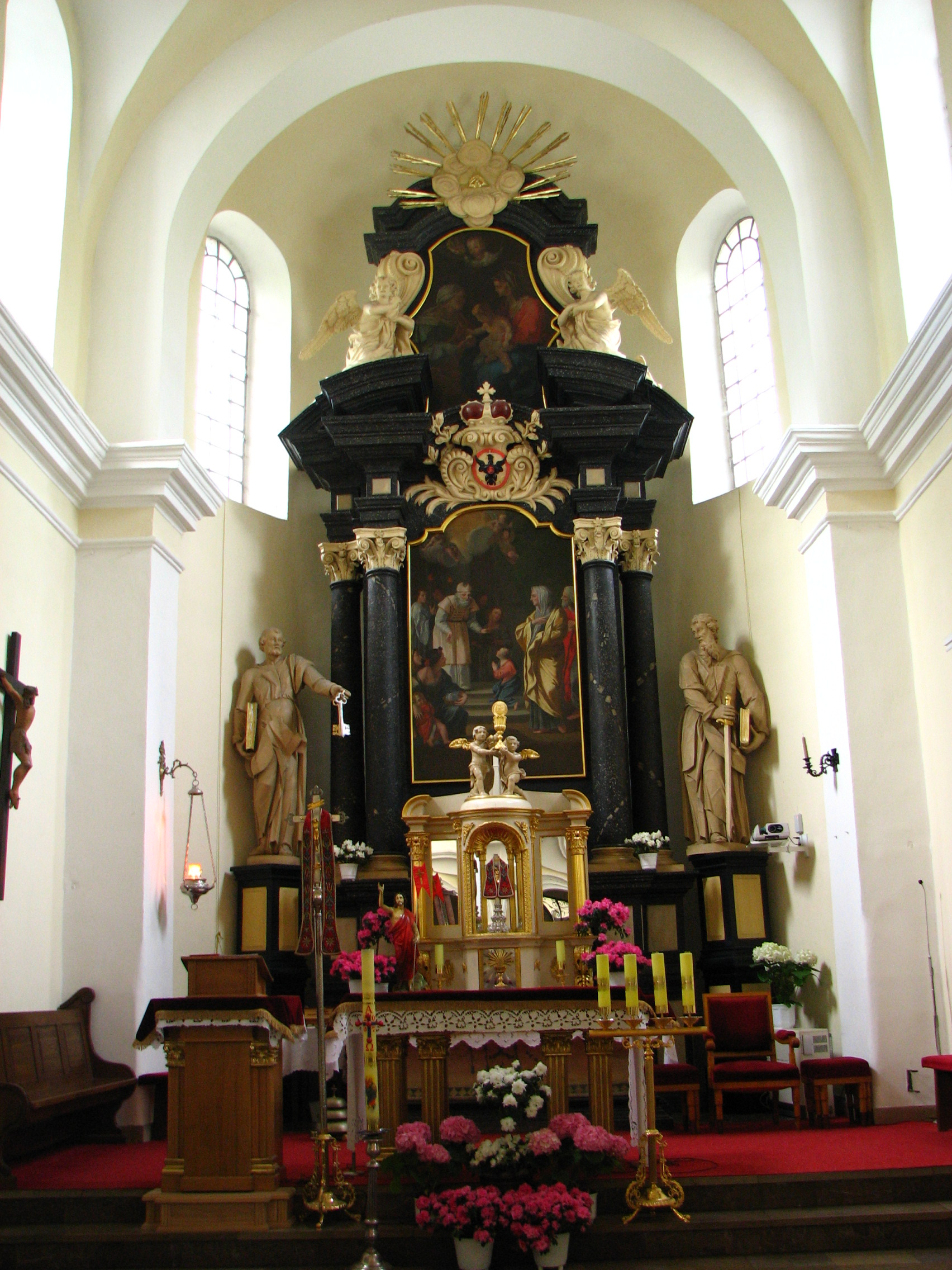
Altar principal

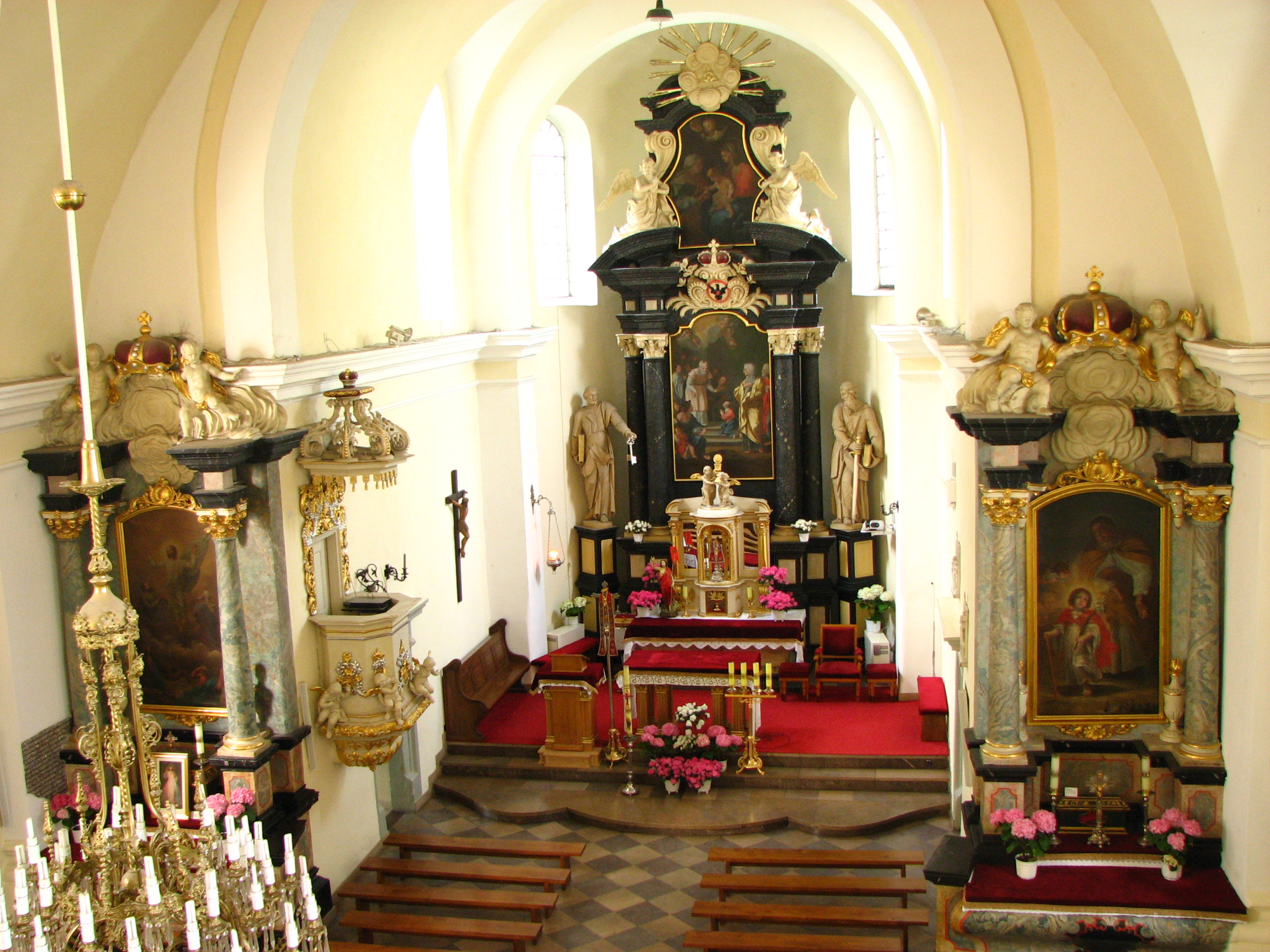

La Iglesia de Santa Ana, en Biała Podlaska, Polonia, es una iglesia católica Barroca. Fue originalmente construida en 1572, en el lugar de un santuario anterior, como una iglesia protestante dedicada al arrianismo. Los protestantes fueron expulsados en 1596 por Mikołaj Krzysztof "el Huérfano" Radziwiłł. Entre 1597 y 1603  fue reconstruida como iglesia católica, siendo dedicada a Santa Ana en 1603. La iglesia está construida con forma de una cruz latina.
Katarzyna Sobieska, la hermana del Rey de Polonia y esposa del Señor de Biała Michał Kazimierz Radziwiłł, instaló una media luna bajo una cruz en memoria de la Batalla de Viena.
Cerca de la iglesia también se puede encontrar:
- Casa de vicario de madera "Wikarówka" del siglo XVIII con un techo de teja
- Campanario de 1765
- Presbiterio de 1750, un edificio de madera revestido de ladrillos construido en 1803.